# ごみ収集作業員

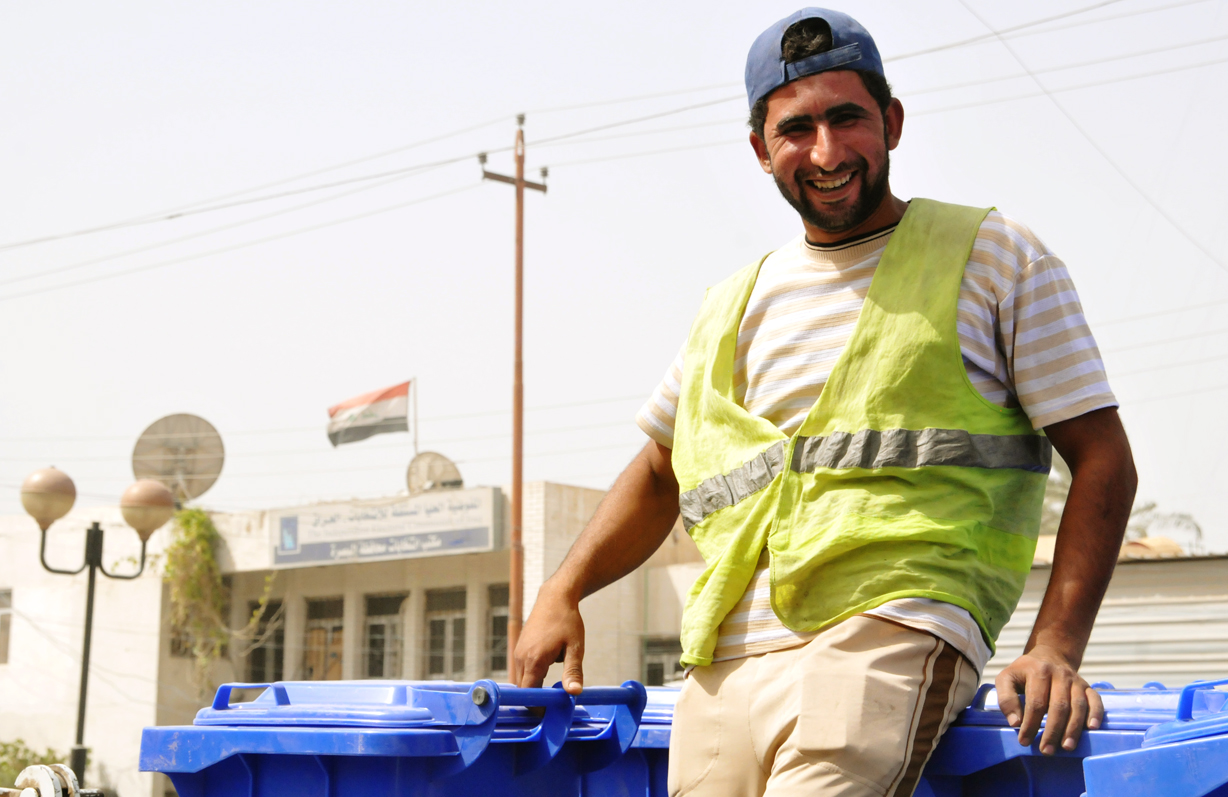
新しいごみ箱をトラックからおろし、市民に配給しようとしている、笑顔の作業員。2009年7月1日、イラク、バスラで撮影。

ごみ収集作業員（ごみしゅうしゅうさぎょういん）は、公営ないし私営の事業体に雇用されて、ごみやリサイクル資源などを、一般住宅、商工業などの事業所、その他の集積場から収集して、運び出し、廃棄物処理や埋立処分が行なわれる場所へと運搬する作業員。
この業務に特化したごみ収集車には、様々な自動作業の機能が付いているが、収集や運搬の時間を圧縮するため、また、ごみがこぼれ落ちてしまうことを避けるためには、ごみ収集作業員の助けを要する。
肉体的も厳しい上、作業員は数多くの業務上の危険に直面することがある。

## 所属と業務内容

### 日本
日本では、ごみ収集を自治体が直営で行なう場合と、民間業者（一般廃棄物収集運搬業者）に委託する場合があり、ごみ収集作業員は、公務員であることも、民間企業の従業員であることもある。重い粗大ごみを運ぶ場合などもあり、力仕事の面が強いため、日本では「99%男性の職場」とされる。
作業員は、地区やごみの種類ごとに2-3人のチームを組み、ごみ収集車に乗り込んで収集にあたり、1日に120件ほど、収集車5-6台分のごみを収集する。通常は、昼間の仕事であるが、地域の事情によっては、例外的に深夜、早朝、休日にごみ収集が行なわれることもある。
また、場合によっては、屎尿や、動物の死体の収集に当たることもある。
職業差別があり、暴行を受けることもあるという。仕事のつらさに対して報酬と見合っていないため、慢性的な人手不足である。

### アメリカ
肉体的に辛い仕事であるため報酬が高く設定されており、募集に殺到するという。

### ドイツ
ドイツのハノーファーなどでは清掃公社がごみ収集をしている（びん、古紙、電池、電化製品、薬品などを除く）。ハノーファーではごみ処理に税金は使われておらず、すべて住民から公社に支払われたごみ処理費でまかなわれている。

## 作業環境

### 危険性
アメリカ合衆国において、ごみ収集作業員は、統計上、最も危険な仕事のひとつであり、場合によっては警察業務よりも危険とされることもあるが、商業的漁業や、牧場・農場の仕事に比べれば危険性は低い。
業務上、直面する危険には、ごみの中に入っている刃物や割れたガラス、注射器など医療廃棄物のバイオハザード、化学損傷を引き起こす化学物質、詰め過ぎたごみ箱からの落下物、ごみに含まれている病原体、石綿（アスベスト）、犬による攻撃や害獣、粉塵・煙・有毒ガスの吸引、悪天候、交通事故、体調不良を引き起こすほどひどい悪臭などがある。

### ウェイスト・ピッカー
開発途上国におけるごみ収集は、通常のごみ収集作業者がやってくる前に、ごみのリサイクルや、修理販売で生計を立てるウェイスト・ピッカーたちによって済まされてしまうこともある。インドでボトリー＝ワラ (Bottley-walla) と呼ばれる印刷物や瓶類のリサイクル業者、エジプトにおけるザバリーンなどの社会集団、映画『Hauling』に描かれたブラジルのチップを受け取ってごみを引き取る集団などは、そうした例である。

## 職種の表現
日本語では、「ごみ収集作業員」のほかにも、「ゴミ収集作業員」といった表記や、「じんかい（塵芥）収集作業員」、あるいは単に「収集作業員」、「ゴミ屋」といった表現が用いられることがある。
英語では、waste collector が、ごみ収集作業員を意味する表現だが、この他にも地域によって様々な口語表現がある。
| オーストラリア： - Garbage collector - Garbageman - Garbo - Garbologist (jocular) - Jockey or Runner (helper) | イギリス諸島： - Dustbin man - Bin man - Rubbish man - Midden man - Dustman - Refuse collector | 北アメリカ： - Garbageman - Garbage collector - Trash collector - Trashman - Recycling Tech - Toter Tipper - Sanman (Sanitation Man) - Sanitation engineer - Green Machine |

## ごみ収集作業員の経験をもつ著名人
- ネヴィル・サウスオール - サッカー選手
- ジョルジュ・サンピエール - 総合格闘家、UFC世界ウェルター級王者。ごみ収集作業員として6か月働いた経験がある[15]。
- ピーター・スティール - タイプ・オー・ネガティヴのボーカル/ベース（故人）。ニューヨーク市公園局で、ゴミ収集車や、その他の車両の運転手として働いていた。
- 滝沢秀一 - お笑い芸人との兼業を続け、ゴミに関する著書も執筆している。環境省の「サステナビリティ広報大使」に任命された[16]。